# Lodewijk van den Berg
Lodewijk van den Berg (Sluiskil, 24 de março de 1932 – 16 de outubro de 2022) foi um astronauta e engenheiro químico norte-americano nascido nos Países Baixos.

## Biografia
Van den Berg foi educado nos Países Baixos, onde formou-se em engenharia química na Universidade Técnica de Delft. Após a graduação, mudou-se para os Estados Unidos, onde continuou os estudos em seu campo na Universidade de Delaware, conseguindo doutorado em ciência aplicada e filosofia. Depois de ter seu título de PhD, ele começou a trabalhar numa empresa da Califórnia na área de pesquisa de crescimento de cristais. A empresa, EG&G Corporation, era um contratada de encomendas do Departamento de Defesa dos Estados Unidos, lidando com pesquisas e informações sensíveis. Isto fez com que ele fosse obrigado a naturalizar-se norte-americano.
Na EG&G ele atuou no campo da cristalização de matéria, e enquanto pesquisava esta ciência sugeriu à NASA que realizasse experiências com o crescimento de cristais no espaço, com o que a agência espacial concordou.

## NASA
Van den Berg e seus colegas criaram um experimento chamado Sistema de Crescimento de Cristais a Vapor na EG&G, especialmente para teste num voo do ônibus espacial. A experiência exigia um operador a bordo da espaçonave, em voo orbital, e a NASA decidiu que seria mais fácil treinar um dos cientistas da empresa pra um voo do que um astronauta comum em química aplicada.
A NASA pediu à empresa e a Berg que fizessem uma lista de oito nomes que consideravam capazes de se qualificar num treinamento de astronauta, mas ele e seu chefe, o Dr. Harold A. Lamonds, só conseguiram sete nomes com o perfil necessário, entre os químicos que trabalhavam com crescimento de cristais. De brincadeira, Lamonds sugeriu a Berg que se incluísse na lista, para que conseguissem os oito nomes, dizendo que, devido à sua idade, óculos grossos e físico modesto, sem dúvida ele seria eliminado na primeira série de testes. Van den Berg concordou em se incluir, mas sem esperar que pudesse ser cogitado pela NASA para a função.
A primeira fase da seleção consistiu em testes de qualificação científica no campo em questão, a qual ele passou facilmente. A segunda fase, com quatro candidatos, constou de testes de aptidão física e mental, que ele também ultrapassou, sobrando apenas dois candidatos para o posto. Como a NASA sempre treina dois candidatos para a mesma função numa missão, um titular e um reserva, Van den Berg e seu colega começaram os treinamentos finais no início de 1983. Seis meses antes da missão, ele foi comunicado, muito para sua surpresa, que tinha sido escolhido como o astronauta titular. Quando ele foi ao espaço, em abril de 1985, tinha 53 anos e era um dos mais velhos astronautas novatos da história da exploração espacial.

## Astronauta

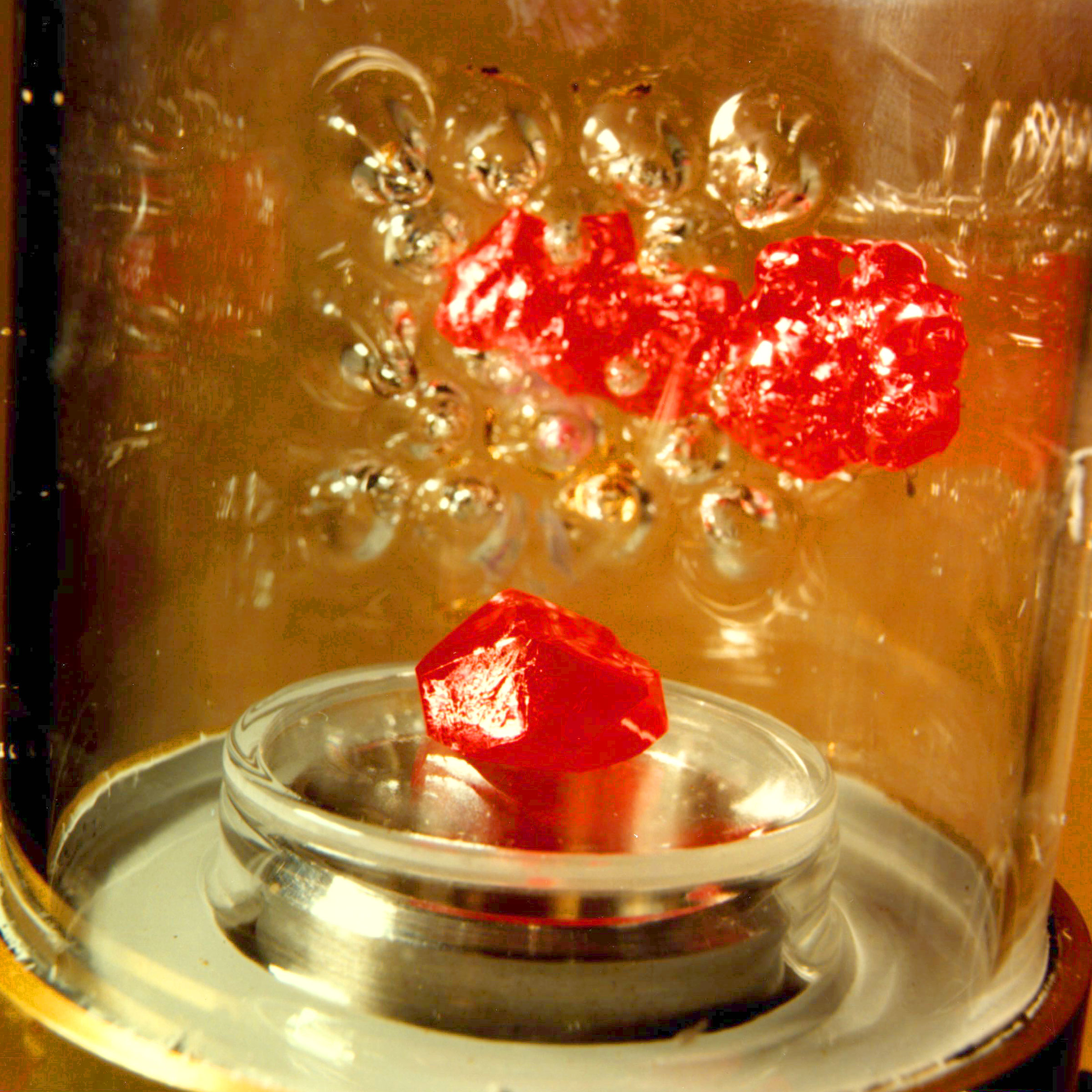
Cristais na microgravidade dentro do Sistema de Crescimento de Cristais a Vapor, na Challenger.

Lodewijk van den Berg foi ao espaço como especialista de carga da STS-51-B Challenger, lançada de Cabo Kennedy em 29 de abril de 1985, a primeira missão operacional do laboratório espacial Spacelab 3, levado no compartimento de carga da Challenger. Nela, ele liderou a tripulação nas pesquisas de crescimento de cristais na microgravidade com o experimento a vapor, simulação de atmosfera planetária e solar, raios cósmicos, e monitoração médica de humanos e cobaias de laboratório.
Ao fim da missão, ele havia passado sete dias no espaço, completado 110 órbitas e viajado por 2,9 milhões de milhas náuticas.
De volta à Terra, Van den Berg continuou fazendo pesquisas em seu campo na EG&G, onde tornou-se chefe do departamento de ciência dos materiais. Mais tarde mudou-se para a Flórida, onde assumiu o cargo de cientista-chefe da Constellation Technology Corporation. Em 2004, aos 72 anos, ele continuava a trabalhar em suas pesquisas com cristais, um processo que compara à jardinagem. Os cristais que ele produziu foram usados para fazer detectores de precisão de radiação nuclear; estes detectores são usados em equipamentos médicos, em materiais da indústria de Defesa e pela Agência Internacional de Energia Atómica.
Van den Berg visitava seu país natal a cada dois anos. Recentemente foi tema de um documentário de curta-metragem chamado The Forgotten Astronaut (O Astronauta Esquecido). Em setembro de 2007, o asteróide 11430 Lodewijkberg foi assim batizado em sua homenagem.

## Morte
Van den Berg morreu em 16 de outubro de 2022, aos noventa anos de idade.